# Nové Dvory (Červený Újezd)
Nové Dvory jsou malá vesnice, část obce Červený Újezd v okrese Benešov. Nachází se asi 1,5 km na sever od Červeného Újezdu. V roce 2009 zde bylo evidováno 30 adres. Skládají se ze dvou částí nazvaných podle polohy, Horní a Dolní Nové Dvory. Horní Nové Dvory leží u okresní silnice na horském hřbetu, Dolní Nové Dvory se rozkládají na levém břehu potoka Mastník. Obě části jsou předěleny železniční tratí Praha – České Budějovice.
Nové Dvory leží v katastrálním území Červený Újezd u Miličína o výměře 6,34 km².

## Historie
První písemná zmínka o vesnici pochází z roku 1593, kdy Vok z Rožmberka prodal celý miličínský statek, jehož součástí byly i Nové Dvory, Michalu Špánovskému z Lisova na Pacově, Vožici a Šelmberce. Jeho synové prodali své dědictví v roce 1600 Evě Kaplířové ze Sulevic. Do osady byl v roce 1928 zaveden elektrický proud. U statku čp. 9 v Horních Nových Dvorech stála dřevěná zvonička, nahrazená v roce 1926 za žulovou, v Dolních Nových Dvorech byly tři mlýny.

## Další fotografie

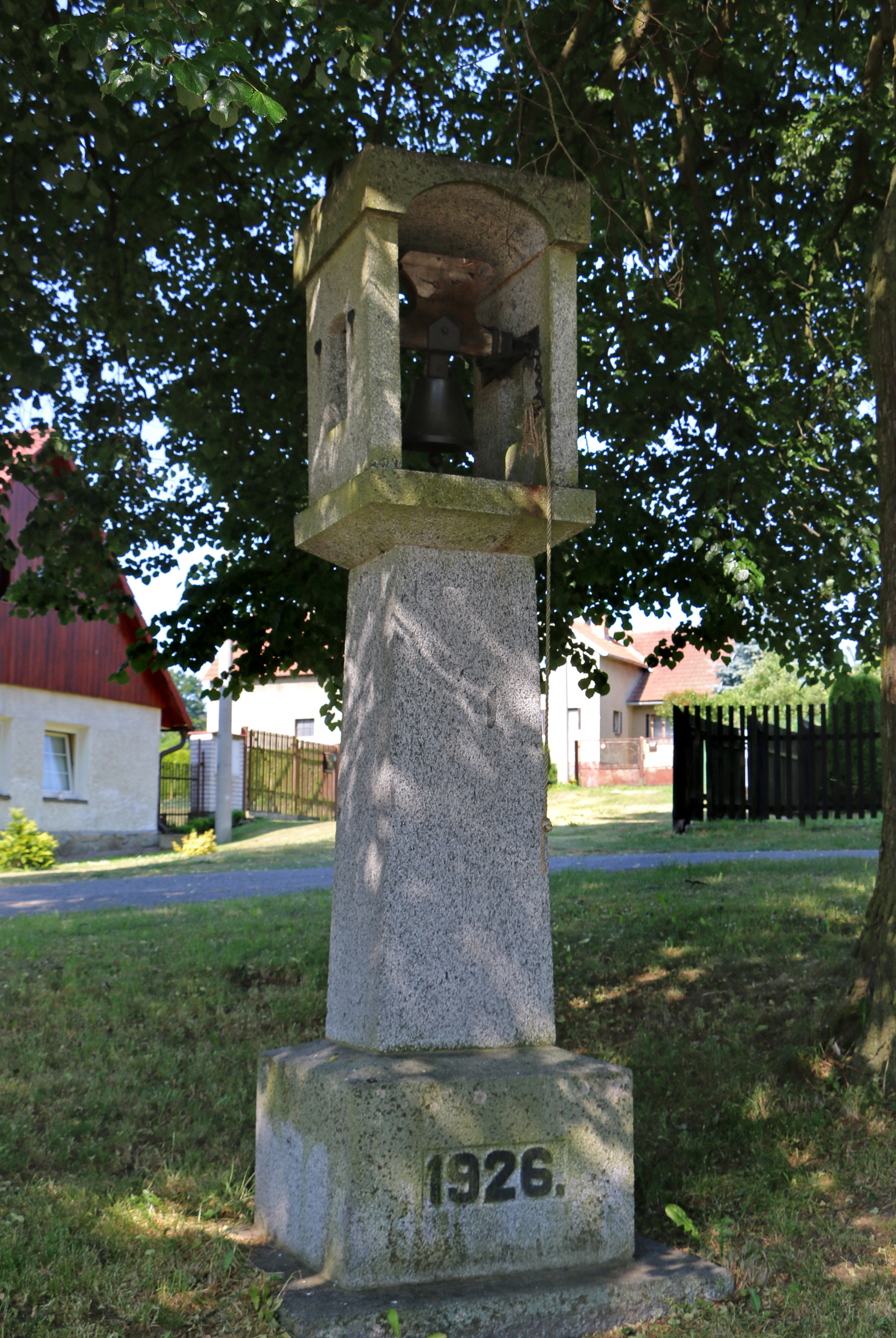
Zvonice na návsi
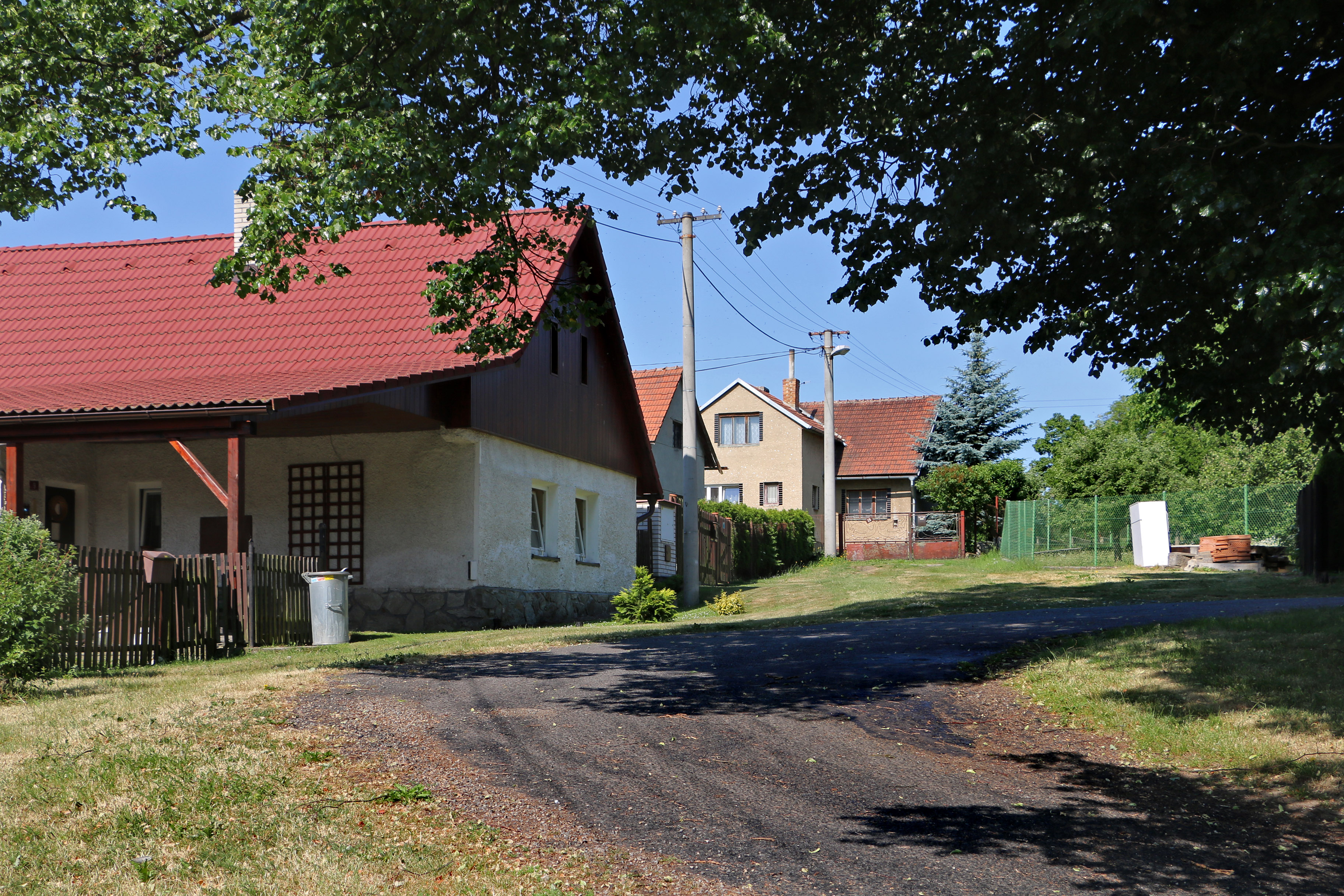
Jižní část vesnice
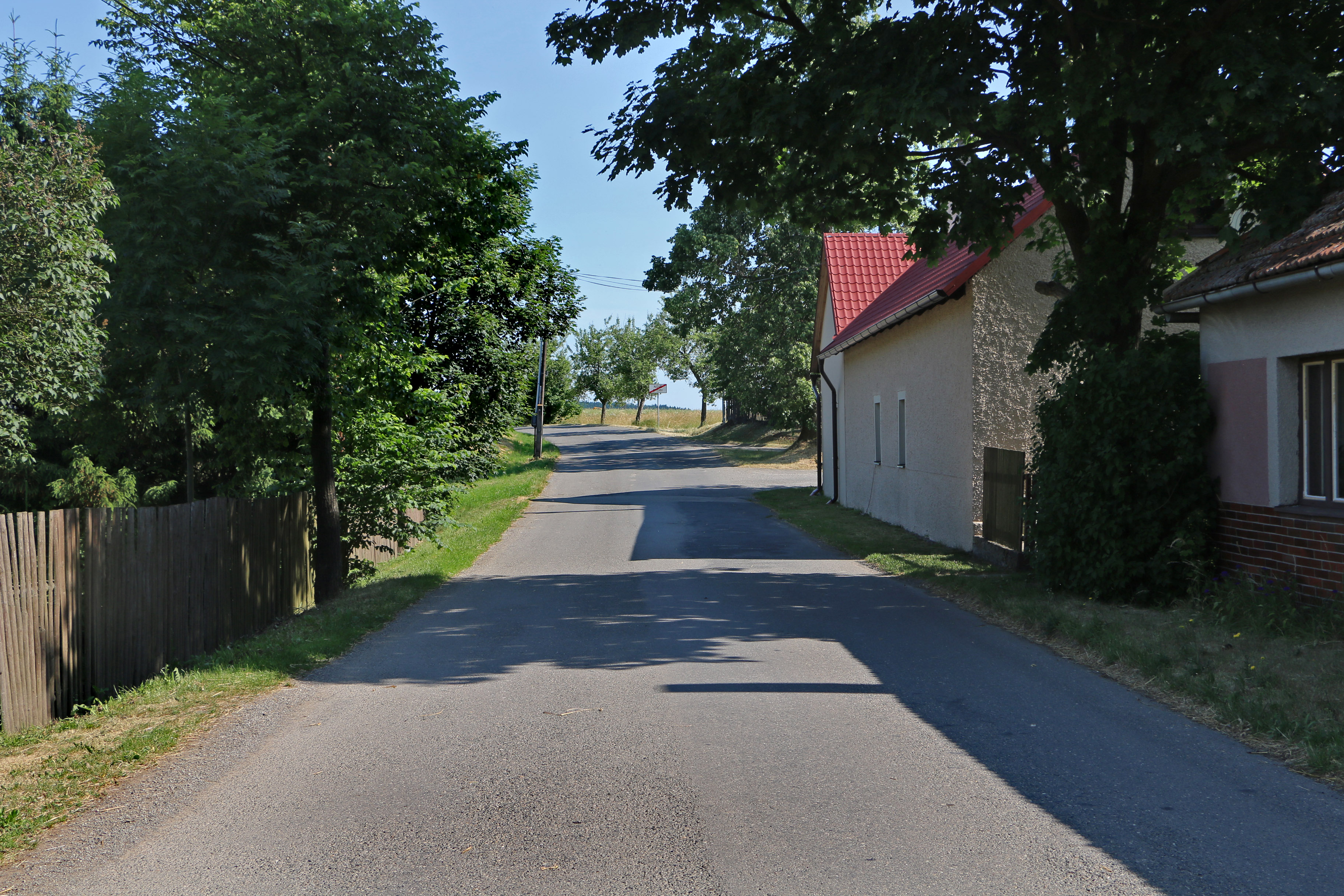
Hlavní silnice
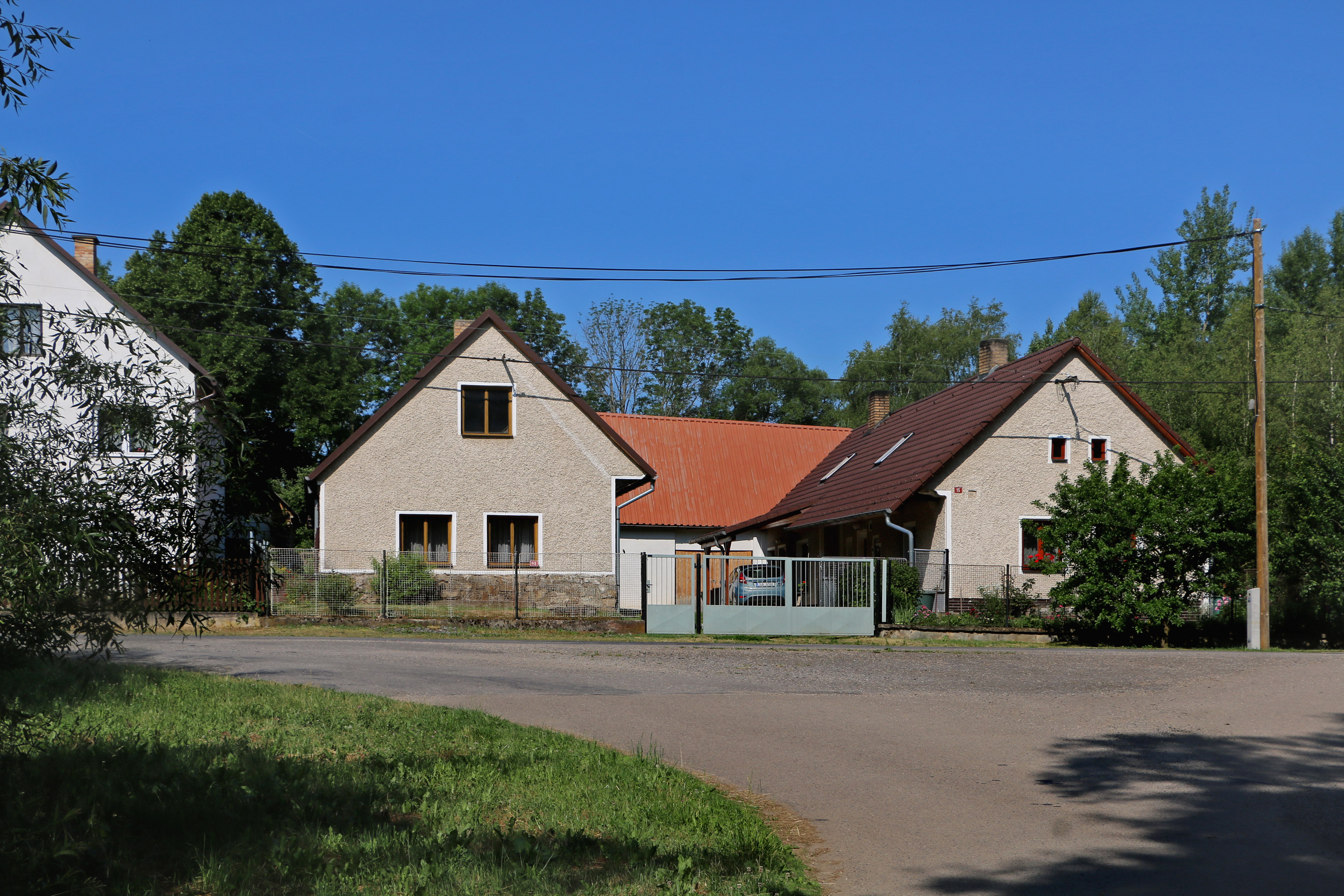
Dolní Nové Dvory